# Les Brouzils
Les Brouzils és un municipi francès situat al departament de Vendée i a la regió de País del Loira. L'any 2007 tenia 2.455 habitants.

## Demografia

### Població
El 2007 la població de fet de Les Brouzils era de 2.455 persones. Hi havia 910 famílies de les quals 206 eren unipersonals (118 homes vivint sols i 88 dones vivint soles), 293 parelles sense fills, 377 parelles amb fills i 34 famílies monoparentals amb fills.
La població ha evolucionat segons el següent gràfic:
Habitants censats

### Habitatges
El 2007 hi havia 966 habitatges, 912 eren l'habitatge principal de la família, 28 eren segones residències i 26 estaven desocupats. 941 eren cases i 18 eren apartaments. Dels 912 habitatges principals, 748 estaven ocupats pels seus propietaris, 162 estaven llogats i ocupats pels llogaters i 3 estaven cedits a títol gratuït; 14 tenien una cambra, 22 en tenien dues, 119 en tenien tres, 224 en tenien quatre i 534 en tenien cinc o més. 764 habitatges disposaven pel capbaix d'una plaça de pàrquing. A 359 habitatges hi havia un automòbil i a 502 n'hi havia dos o més.

### Piràmide de població
La piràmide de població per edats i sexe el 2009 era:
| Homes | Edats   | Dones |
| ----- | ------- | ----- |
| 0     | 95 o +  | 5     |
| 1     | 90 a 94 | 24    |
| 1     | 85 a 89 | 55    |
| 7     | 80 a 84 | 14    |
| 32    | 75 a 79 | 41    |
| 30    | 70 a 74 | 54    |
| 65    | 65 a 69 | 58    |
| 51    | 60 a 64 | 69    |
| 31    | 55 a 59 | 34    |
| 65    | 50 a 54 | 45    |
| 66    | 45 a 49 | 61    |
| 86    | 40 a 44 | 77    |
| 89    | 35 a 39 | 88    |
| 82    | 30 a 34 | 62    |
| 52    | 25 a 29 | 60    |
| 62    | 20 a 24 | 58    |
| 67    | 15 a 19 | 90    |
| 72    | 10 a 14 | 50    |
| 79    | 5 a 9   | 63    |
| 67    | 0 a 4   | 37    |

## Economia
El 2007 la població en edat de treballar era de 1.518 persones, 1.255 eren actives i 263 eren inactives. De les 1.255 persones actives 1.173 estaven ocupades (651 homes i 522 dones) i 82 estaven aturades (33 homes i 49 dones). De les 263 persones inactives 114 estaven jubilades, 97 estaven estudiant i 52 estaven classificades com a «altres inactius».

### Ingressos
El 2009 a Les Brouzils hi havia 942 unitats fiscals que integraven 2.446,5 persones, la mediana anual d'ingressos fiscals per persona era de 16.945 €.

### Activitats econòmiques
Dels 69 establiments que hi havia el 2007, 1 era d'una empresa alimentària, 3 d'empreses de fabricació d'altres productes industrials, 16 d'empreses de construcció, 10 d'empreses de comerç i reparació d'automòbils, 6 d'empreses de transport, 4 d'empreses d'hostatgeria i restauració, 7 d'empreses financeres, 2 d'empreses immobiliàries, 5 d'empreses de serveis, 10 d'entitats de l'administració pública i 5 d'empreses classificades com a «altres activitats de serveis».
Dels 25 establiments de servei als particulars que hi havia el 2009, 1 era una oficina de correu, 2 oficines bancàries, 1 funerària, 2 tallers de reparació d'automòbils i de material agrícola, 1 autoescola, 2 paletes, 2 guixaires pintors, 5 fusteries, 2 lampisteries, 2 electricistes, 3 perruqueries, 1 restaurant i 1 saló de bellesa.
Dels 5 establiments comercials que hi havia el 2009, 1 era una botiga de menys de 120 m², 1 una fleca, 1 una carnisseria, 1 una peixateria i 1 una floristeria.
L'any 2000 a Les Brouzils hi havia 47 explotacions agrícoles que ocupaven un total de 3.042 hectàrees.

## Equipaments sanitaris i escolars
El 2009 hi havia 1 farmàcia i 1 ambulància.
El 2009 hi havia una escola elemental. Les Brouzils disposava d'un col·legi d'educació secundària amb 302 alumnes.

## Poblacions més properes
El següent diagrama mostra les poblacions més properes.